# Salvia aethiopis
La salvia etiopide (nome scientifico Salvia aethiopis L., 1753) è una piccola pianta perenne erbacea aromatica dai delicati fiori labiati appartenente alla famiglia delle Lamiaceae.

## Etimologia
Il nome generico (Salvia) deriva dal latino "salvus" ( = salvare, sicuro, bene, sano) un nome antico per questo gruppo di piante dalle presunte proprietà medicinali. L'epiteto specifico (aethiopis) indica l'Etiopia, una possible origine della pianta; ma a volte può indicare l'intera Africa.
Il nome scientifico della specie è stato definito da Linneo (1707 – 1778), conosciuto anche come Carl von Linné, biologo e scrittore svedese considerato il padre della moderna classificazione scientifica degli organismi viventi, nella pubblicazione "Species Plantarum - 1: 27. 1753" del 1753.

## Descrizione

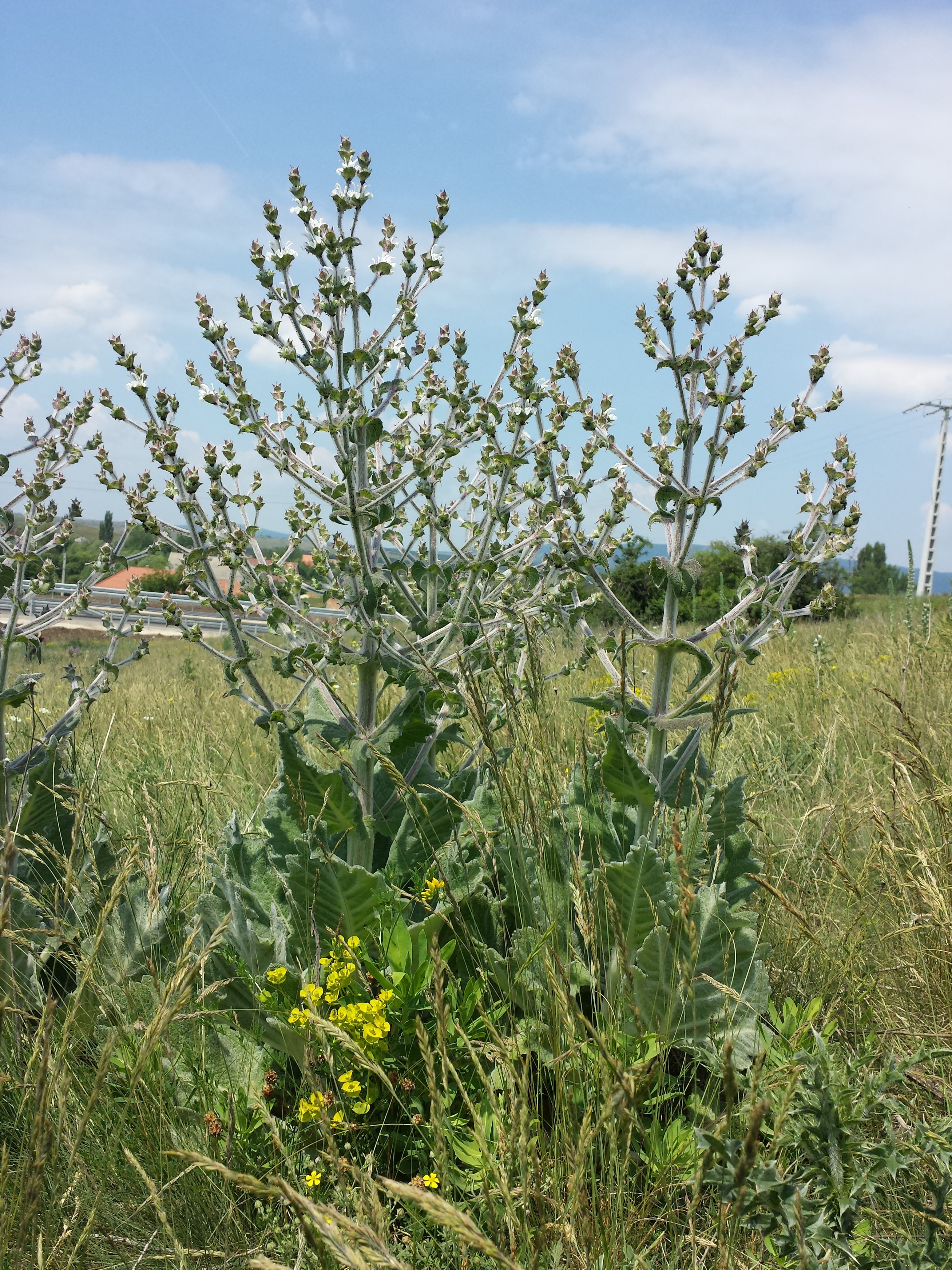
Il portamento

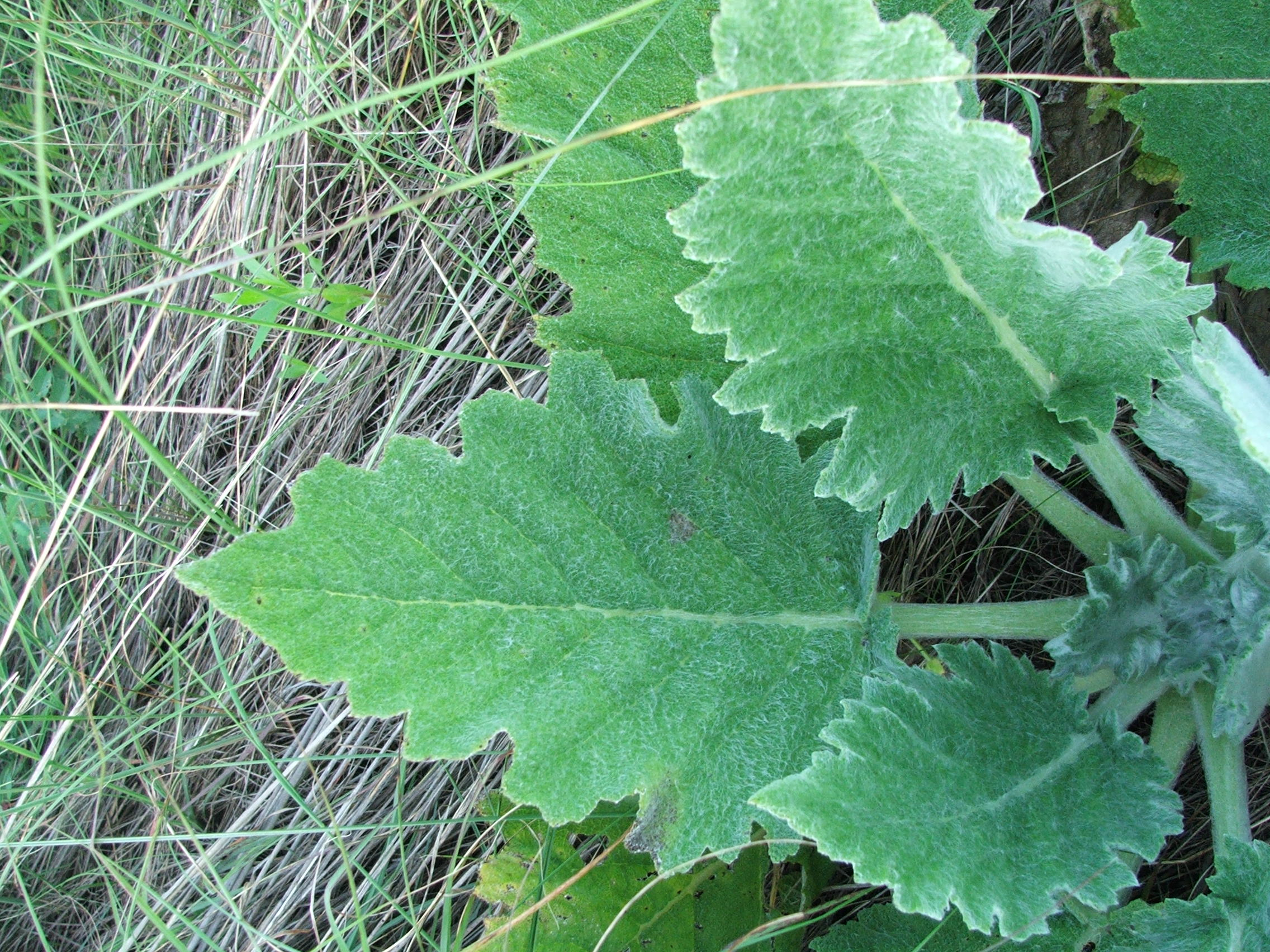
Le foglie

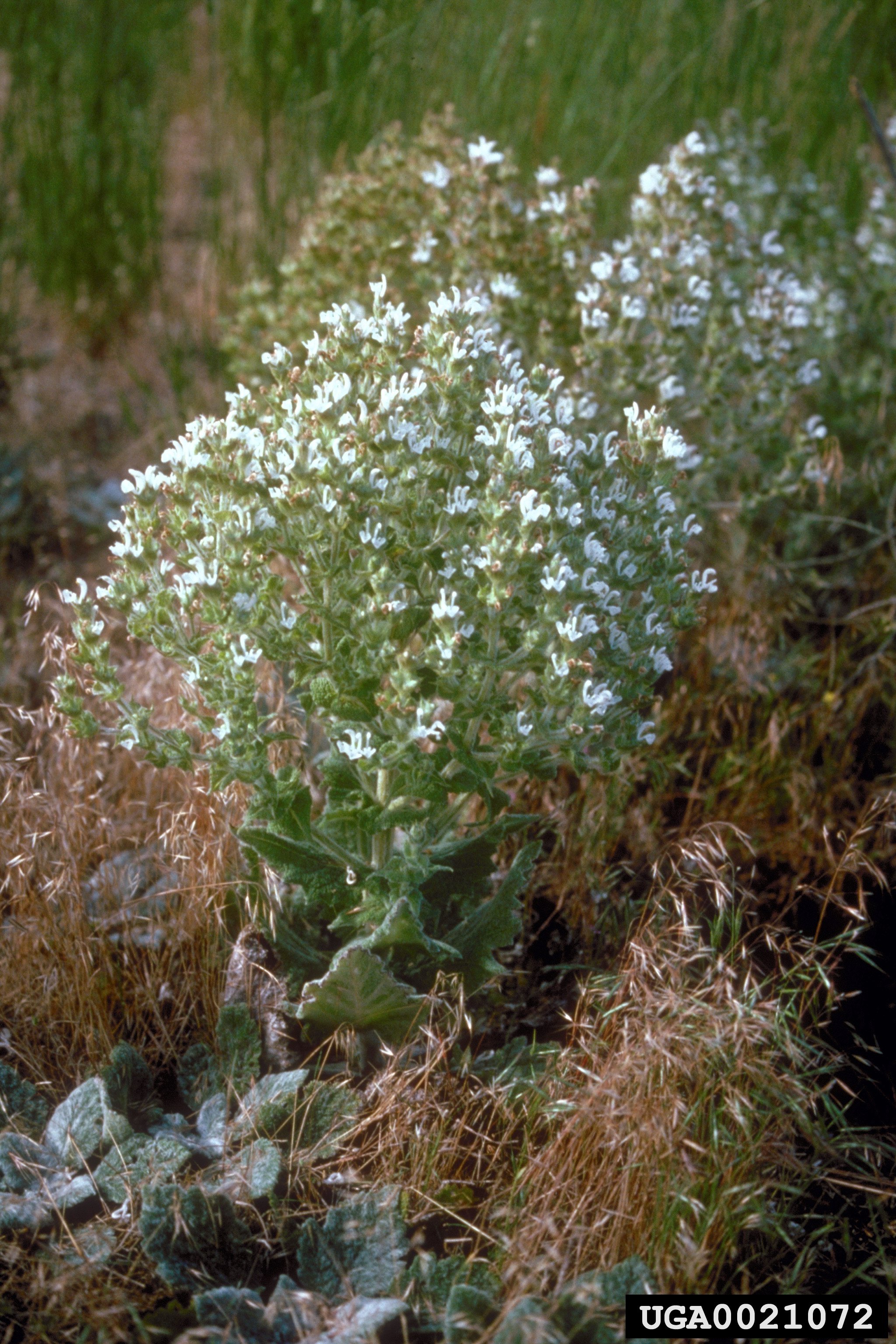
Infiorescenza

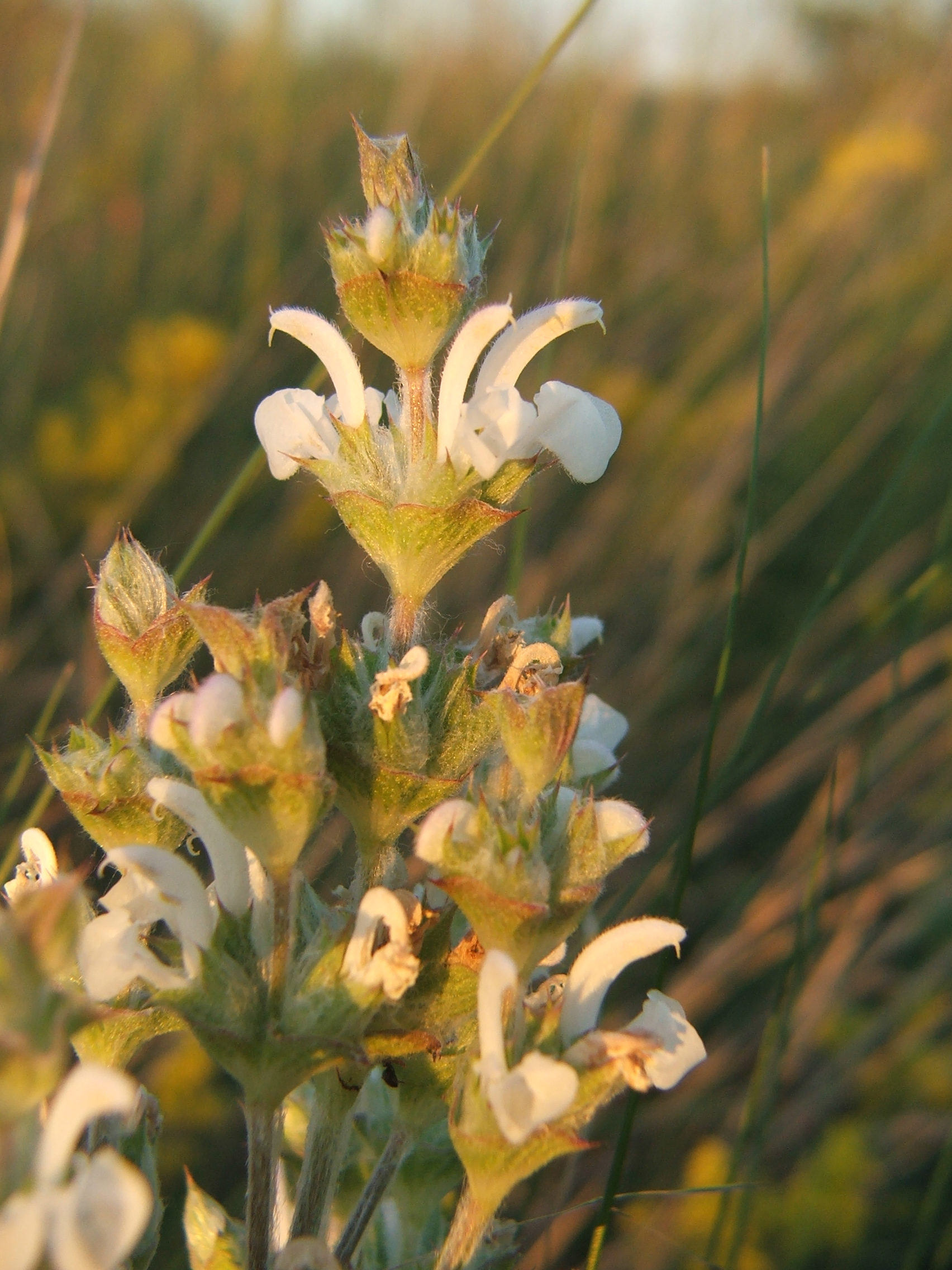
I fiori

L'altezza di queste piante varia da 4 a 10 dm. La forma biologica è emicriptofita scaposa (H scap), ossia in generale sono piante erbacee, a ciclo biologico perenne, con gemme svernanti al livello del suolo e protette dalla lettiera o dalla neve e sono dotate di un asse fiorale eretto e spesso privo di foglie. Sono presenti anche cicli biologici bienni. Tutta la pianta si presenta bianco-lanosa; ma non vischiosa.

### Radici
Le radici sono secondarie da rizoma (il rizoma può essere molto grosso e ramificato).

### Fusto
La parte aerea del fusto è eretta con rami arcuati in modo regolare. I fusti sono a sezione quadrangolare (a causa della presenza di fasci di collenchima posti nei quattro vertici). 

### Foglie
Le foglie sono basali a disposizione opposta raccolte in una rosetta; le foglie sono picciolate. La lamina ha una forma ovale. I bordi sono irregolarmente e grossolanamente dentati. Lunghezza del picciolo: 3 – 10 cm. Dimensione della lamina: larghezza 3 – 8 cm; lunghezza 9 – 16 cm.

### Infiorescenza
Le infiorescenze sono ascellari e formate da verticillastri sovrapposti e distanziati di 4 - 6 fiori sottesi da brattee reniformi con l'apice restato; le brattee sono più brevi del calice e della corolla. Lunghezza delle brattee fiorali: 6 – 8 mm.

### Fiore
I fiori sono ermafroditi, zigomorfi, tetraciclici (con i quattro verticilli fondamentali delle Angiosperme: calice– corolla – androceo – gineceo) e pentameri (ogni verticillo ha 5 elementi). Lunghezza dei fiori: 12 – 18 mm.
- Formula fiorale. Per la famiglia di queste piante viene indicata la seguente formula fiorale:

X, K (5), [C (2+3), A 2+2] G (2), supero, 4 nucule
- Calice: il calice è un tubo lanoso (gamosepalo - i sepali sono 5 e sono concresciuti) e zigomorfo (le fauci terminano in modo bilabiato con dei denti spinulosi: tre nella parte superiore e due in quella inferiore). Il calice è percorso da alcune nervature longitudinali. Lunghezza del tubo: 6 – 8 mm. Lunghezza dei denti: 1 – 2 mm.
- Corolla: la corolla è un tubo terminante in modo bilabiato (corolla gamopetala formata da 5 petali con struttura 2/3 e zigomorfa). Il labbro superiore è simile ad un cappuccio allungato e ricurvo (è convesso verso l'alto); il labbro inferiore è formato da tre lobi (quello centrale è più grande di tutti ed è concavo). La gola interna è provvista di una anello di peli per evitare l'intrusione di insetti troppo piccoli e non graditi.[4] Il colore è bianco-biancastro. Lunghezza della corolla (il doppio del calice): 12 – 14 mm.
- Androceo: gli stami sono ridotti a due (il paio posteriore è vestigiale o assente), tutti fertili e con filamenti paralleli (non convergenti); sono inoltre inclusi (al massimo sporgono le antere) e sono avvicinati alla parte superiore della corolla. Il tessuto connettivo tra le teche in queste specie è molto sviluppato e le antere sono del tipo a bilanciere con un meccanismo adatto all'impollinazione incrociata ("meccanismo a leva"[14]). I granuli pollinici sono del tipo tricolpato o esacolpato.
- Gineceo: l'ovario è supero (o semi-infero) formato da due carpelli saldati (ovario bicarpellare) ed è 4-loculare per la presenza di falsi setti divisori all'interno dei due carpelli. La placentazione è assile. Gli ovuli sono 4 (uno per ogni presunto loculo), hanno un tegumento e sono tenuinucellati (con la nocella, stadio primordiale dell'ovulo, ridotta a poche cellule).[15]. Lo stilo inserito alla base dell'ovario (stilo ginobasico) è del tipo filiforme e più lungo degli stami (in genere sporge dalla corolla). Lo stigma è bifido. Il nettario è un disco (a 4 lobi) alla base e intorno all'ovario più sviluppato anteriormente e ricco di nettare.
- Fioritura: da maggio a giugno (luglio).

### Frutti
Il frutto è un tetrachenio (composto da quattro nucule). La forma è più o meno ovoidale (o più o meno trigona). I semi, di colore marrone scuro, sono sprovvisti di endosperma e sono piccolissimi (in un grammo ne stanno oltre 200).

## Riproduzione
- Impollinazione: l'impollinazione avviene tramite insetti tipo ditteri e imenotteri, raramente lepidotteri (impollinazione entomogama) oppure uccelli.[10][16]
- Riproduzione: la fecondazione avviene fondamentalmente tramite l'impollinazione dei fiori (vedi sopra).
- Dispersione: i semi cadendo a terra (dopo essere stati trasportati per alcuni metri dal vento – disseminazione anemocora) sono successivamente dispersi soprattutto da insetti tipo formiche (disseminazione mirmecoria).

## Distribuzione e habitat

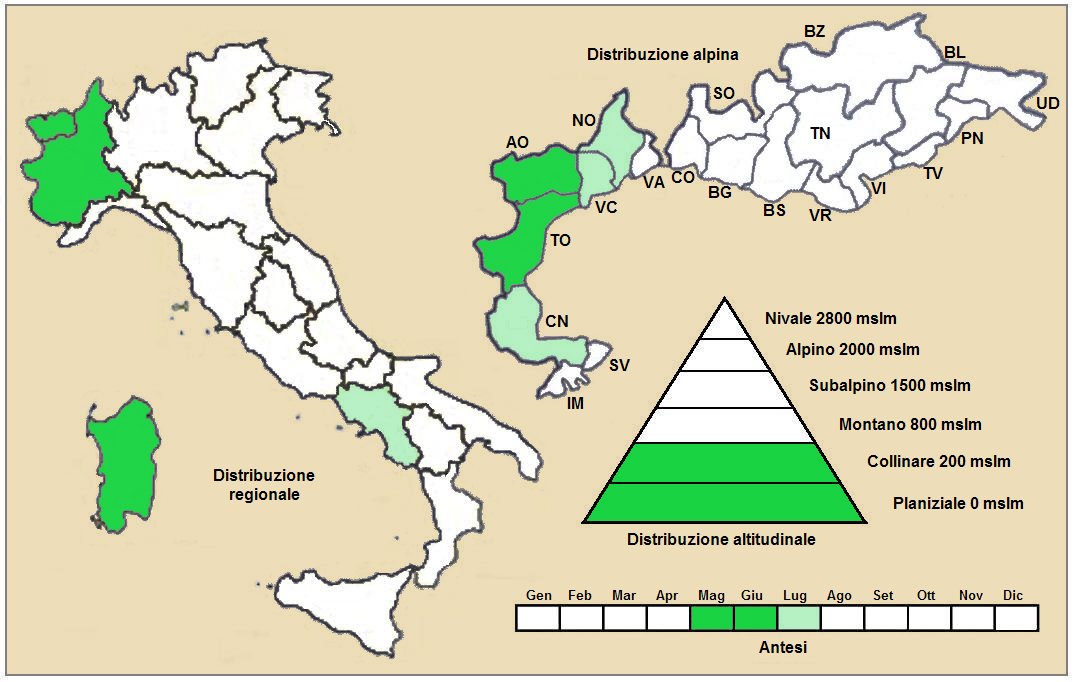
Distribuzione della pianta
(Distribuzione regionale – Distribuzione alpina)

- Geoelemento: il tipo corologico (area di origine) è Mediterraneo - Sudsiberiano (steppico).
- Distribuzione: in Italia è una specie rara e si trova solamente nel Piemonte e Valle d'Aosta. Fuori dall'Italia, sempre nelle Alpi, questa specie si trova in Francia (dipartimenti di Alpes-de-Haute-Provence, Hautes-Alpes, Drôme e Savoia). Sugli altri rilievi europei collegati alle Alpi si trova nel Massiccio Centrale, Monti Balcani e Carpazi[18] Nel resto dell'Europa si trova nell'areale del Mediterraneo compresa la Transcaucasia e l'Anatolia.[19]
- Habitat: l'habitat tipico per questa pianta sono i pascoli aridi e luoghi pietrosi. Il substrato preferito è calcareo ma anche siliceo con pH neutro, alti valori nutrizionali del terreno che deve essere arido.[18]
- Distribuzione altitudinale: sui rilievi queste piante si possono trovare da 100 fino a 1.000 m s.l.m.; frequentano quindi i seguenti piani vegetazionali: collinare e montano.

### Fitosociologia
Dal punto di vista fitosociologico alpino Salvia aethiopis appartiene alla seguente comunità vegetale:
- Formazione: delle comunità a emicriptofite e camefite delle praterie rase magre secche

- Classe: Festuco-Brometea

- Ordine: Ononidetalia striatae

## Tassonomia
La famiglia di appartenenza della specie (Lamiaceae), molto numerosa con circa 250 generi e quasi 7000 specie, ha il principale centro di differenziazione nel bacino del Mediterraneo e sono piante per lo più xerofile (in Brasile sono presenti anche specie arboree). Per la presenza di sostanze aromatiche, molte specie di questa famiglia sono usate in cucina come condimento, in profumeria, liquoreria e farmacia. La famiglia è suddivisa in 7 sottofamiglie: il genere Salvia è descritto nella tribù Mentheae (sottotribù Salviinae) appartenente alla sottofamiglia Nepetoideae. Nelle classificazioni più vecchie la famiglia Lamiaceae viene chiamata Labiatae.
Il numero cromosomico di S. aethiopis è: 2n = 22.

### Filogenesi

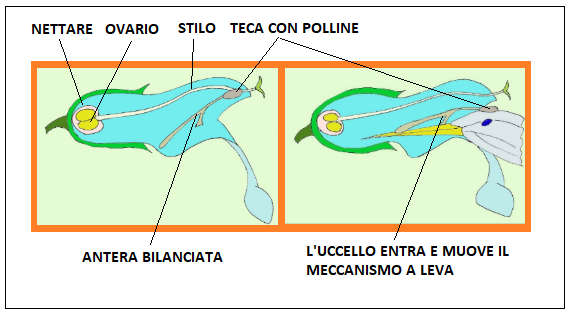
Meccanismo a leva

Il genere Salvia è molto grande e comprende oltre 1000 specie distribuite in cinque centri di diversità tra l'America, l'Africa e l'Eurasia. Secondo gli ultimi studi filogenetici sulle regioni nucleari e cloroplastiche del DNA il genere Salvia non è monofiletico ed è suddiviso in 3 grandi cladi. La specie S. aethiopis si trova nel sottoclade "B" del primo clade insieme ad altre specie come Salvia sclarea L. e Salvia canariensis L. (il primo clade contiene la comunissima Salvia officinalis L.). Questo sottoclade ("B") è caratterizzato dall'aborto totale della teca posteriore e la relativa fusione del connettivo. Si crea così il classico "meccanismo a leva" della Salvia dove l'impollinatore è costretto ad attivare la leva per accedere al nettare facilitando in questo modo il trasferimento del polline sulla parte superiore dell'insetto (o uccello) pronubo.

### Sinonimi
Questa entità ha avuto nel tempo diverse nomenclature. L'elenco seguente indica alcuni tra i sinonimi più frequenti:
- Aethiopis vera Fourr.
- Salvia idanensis  Gand.
- Salvia kochiana  Kunze
- Salvia lanata  Stokes
- Salvia leuconeura  Boiss.
- Sclarea aethiopis  (L.) Mill.
- Sclarea lanata  Moench

## Altre notizie
La salvia etiopide in altre lingue è chiamata nei seguenti modi:
- (DE)  Ungarische Salbei, Mohren Salbei
- (FR)  Sauge d'Ethiopie
- (EN)  Woolly Clary